# Zolotarovo, Hust
Zolotarovo (în ucraineană Золотарьово) este o comună în raionul Hust, regiunea Transcarpatia, Ucraina, formată numai din satul de reședință.

## Demografie
Componența lingvistică a comunei Zolotarovo
     Ucraineană (99,32%)
     Alte limbi (0,65%)
Conform recensământului din 2001, majoritatea populației comunei Zolotarovo era vorbitoare de ucraineană (99,32%), existând în minoritate și vorbitori de alte limbi.